# Във вашия дом 7: Близки приятели, по-близки врагове
Във вашия дом 7: Близки приятели, по-близки врагове (на английски: In Your House 7: Good Friends, Better Enemies) е седмото pay-per-view събитие от поредицата Във вашия дом, продуцирано от Световната федерация по кеч (WWF). Събитието се провежда на 28 април 1996 г. в Омаха, Небраска.

## Обща информация
Събитието се състои от девет мача, пет от които са излъчвани на живо по PPV. В основното събитие Шон Майкълс побеждава Дизел в мач без дисквалификации, за да запази Световната титла в тежка категория на WWF.
Събитието бележи последните телевизионни изяви за WWF на Кевин Неш и Скот Хол (съответно Дизел и Рейзър Рамон) преди напускането им за WCW, като двамата ще се върнат в WWF през 2002 г.

## Резултати
| №                                         | Резултати | Правила                                                              | Време |
| ----------------------------------------- | --- | -------------------------------------------------------------------- | ----- |
| 1                                         | Марк Меро (със Сейбъл) побеждава 1-2-3 Хлапето (с Тед Дибиаси) чрез дисквалификация                          | Индивидуален мач                                                     | 07:17 |
| 2                                         | Оуен Харт и Британския Булдог поб. Ахмед Джонсън и Джейк Робъртс                                             | Отборен мач                                                          | 13:47 |
| 3                                         | Ултимейт Уориър поб. Златен прах (ш) (с Бодигард и Марлена) чрез отброяване                                  | Индивидуален мач за Интерконтиненталната титла на WWF                | 07:38 |
| 4                                         | Вейдър (с Джим Корнет) поб. Рейзър Рамон                                                                     | Индивидуален мач                                                     | 14:49 |
| 5                                         | The Bodydonnas (Скип и Зип) (ш) (със Съни) поб. Годуин (Хенри O. Годуин и Финиъс И. Годуин) (с Хилбили Джим) | Отборен мач за Световни отборни титли на WWF                         | 07:17 |
| 6                                         | Шон Майкълс (ш) (с Жозе Лотарио) поб. Дизел                                                                  | Мач без дисквалификации за Световната титла в тежка категория на WWF | 17:53 |
| 7                                         | Савио Вега поб. Ледения Стив Остин (с Тед Дибиаси)                                                           | Индивидуален мач                                                     | 10:38 |
| 8                                         | Хънтър Хърст Хелмсли поб. Марк Меро (със Сейбъл)                                                             | Индивидуален мач                                                     | 14:10 |
| 9                                         | Гробаря (с Пол Беърър) поб. Менкайнд                                                                         | Индивидуален мач                                                     | 13:24 |
| - (ш) – указва шампиона/шампионите в мача | |                                                                      |       |